# Bellveí (Torrefeta i Florejacs)
Bellveí és una entitat de població del municipi de Torrefeta i Florejacs, a la comarca de la Segarra. Està situat a l'est del cap del municipi (Torrefeta). Consta d'un nucli ben conservat, que s'articula al voltant de la casa senyorial del poble, l'antic castell de Bellveí. L'indret fou conquerit pels comtes d'Urgell el segle xi i el primer cop que s'esmenta fou el l'any 1046. Dins el nucli també hi trobem l'església parroquial de Sant Jaume, d'estil barroc i construïda durant els segles XVI i XVII. Altres monuments d'interès del llogaret són l'arc de Bellveí i Cal Freixes.
Actualment (2018) el poble té 41 habitants censats i celebra la festa major per Sant Jaume, el seu patró.
L'economia tradicionalment s'ha basat en l'agricultura de secà (cereals, ametllers, olivera i vinyes), la ramaderia ovina, porcina i d'aviram.